# Ramón Ros
Ramón Ros Badía (Barcelona, 2 februari 1981) is een Spaans profvoetballer. Hij speelt sinds 2005 als middenvelder bij UE Lleida.
Ros begon als voetballer bij CF Gavà. Vervolgens kwam hij bij FC Barcelona terecht, waar de middenvelder in van 2002 tot 2004 voor het tweede elftal speelde. Bovendien maakte Ros op 8 mei 2003 in de wedstrijd om de Copa de Catalunya tegen Terrassa FC zijn debuut in het eerste elftal. Hij kwam in de tweede helft als vervanger van Gaizka Mendieta in het veld. Zijn debuut in de Primera División volgde op 3 september 2003 tegen Sevilla FC. Ros verving zes minuten voor tijd Óscar López. In januari 2004 kwam de middenvelder in actie voor het eerste elftal in de bekerwedstrijd tegen UD Levante. In de zomer van 2004 vertrok Ros op huurbasis naar CD Numancia, dat destijds nog in de Primera División speelde. Een jaar later verliet hij FC Barcelona definitief en tekende bij UE Lleida.